# Polytypisk
Polytypiskt, inom zoologisk taxonomi, refererar till ett taxon som har mer än en undergrupp på en lägre taxonomisk nivå. 